# Protoxaea
Protoxaea is een geslacht van vliesvleugelige insecten uit de familie Andrenidae

## Soorten
- P. australis Hurd & Linsley, 1976
- P. gloriosa (Fox, 1893)
- P. micheneri Hurd & Linsley, 1976